# Ardoisières de Misengrain
Les ardoisières de Misengrain sont une exploitation de schistes ardoisiers sur la commune de Noyant-la-Gravoyère, en Maine-et-Loire.

## Historique

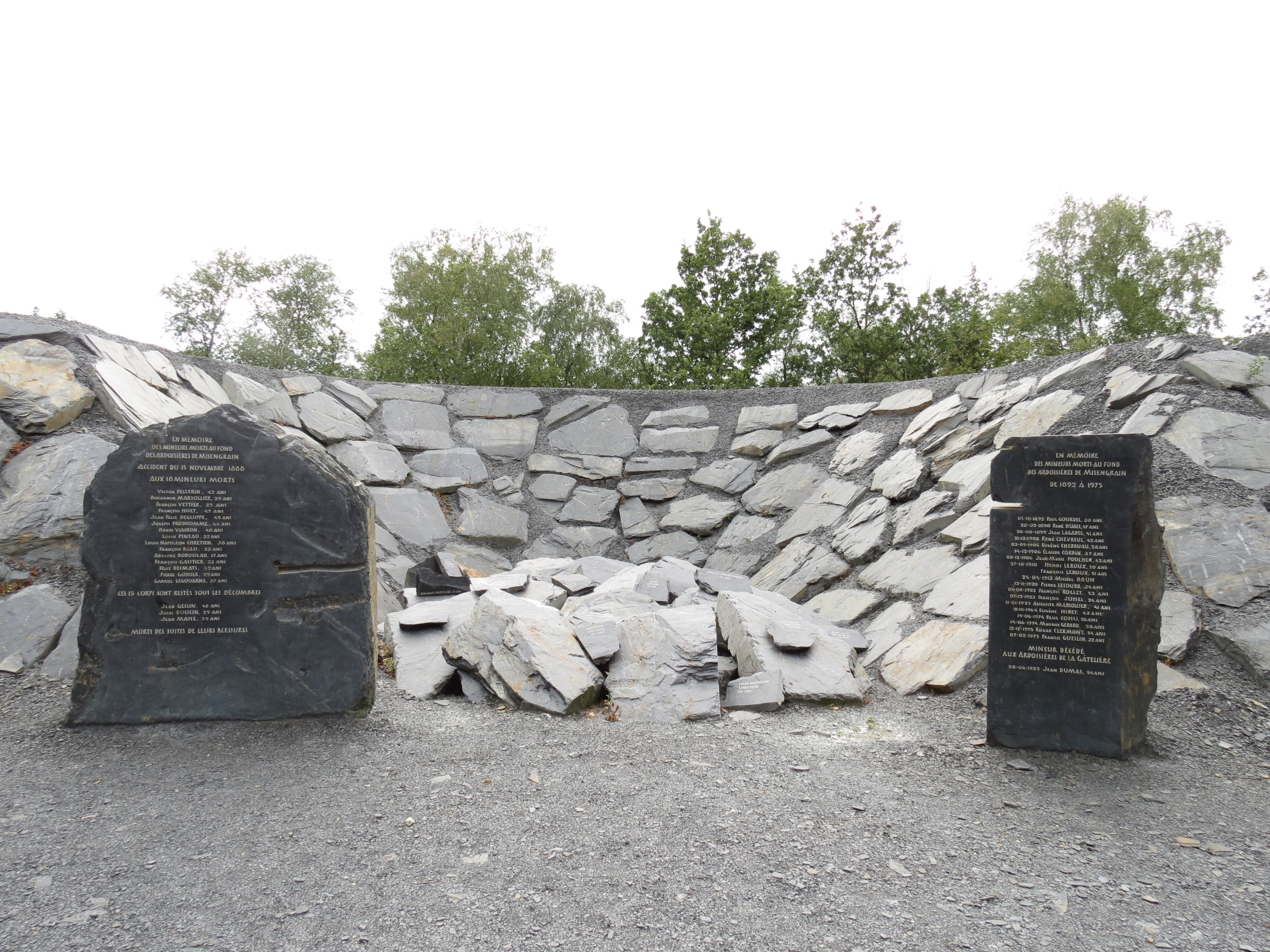
Monument aux mineurs morts des ardoisières de Misengrain et de la Gâtelière.